# Аврен (скали)
Вижте пояснителната страница за други значения на Аврен.
Аврен (63°26′46″ ю. ш. 57°31′10″ з. д. / 63.446111° ю. ш. 57.519444° з. д.) е група от три прилежащи скали разположени във вътрешността край остров Робърт в Антарктика. Получават това име в чест на селата Аврен във Варненска област и Аврен в Кърджалийска област през 2008 г.

## Описание
Общата им дължина е 260 m по направление север-юг и ширина 150 m, разположени са във вътрешността на залива Микалви.

## Любопитно
Районът е посещаван от ловци на тюлени през 19 век.

## Картографиране
Има българска топографска карта на скалите като прилежаща територия на остров Робърт от 2009 г.

## Карти
- L.L. Ivanov et al, Antarctica: Livingston Island, South Shetland Islands (from English Strait to Morton Strait, with illustrations and ice-cover distribution), 1:100000 scale topographic map, Antarctic Place-names Commission of Bulgaria, Sofia, 2005.
- Л. Иванов. Антарктика: Остров Ливингстън и острови Гринуич, Робърт, Сноу и Смит. Топографска карта в мащаб 1:120000. Троян: Фондация Манфред Вьорнер, 2009. ISBN 978-954-92032-4-0